# Catherine Bernard
Catherine Bernard, conhecida como Mademoiselle Bernard (Rouen em 24 de setembro  de 1663 - Paris, 6 de setembro de 1712) foi uma poetisa, romancista e dramaturga francêsa.
Ela é a primeira mulher a compor uma tragédia representada na Comédie-Française (vários autores foram representados no Théâtre Français ou no Hôtel de Bourgogne, antes da fusão dos teatros sob o nome de Comédie-Française, e M Pitel de Longchamps deu lá em 1687 uma farsa intitulada O Ladrão ou Titapapouf ).

## Biografia

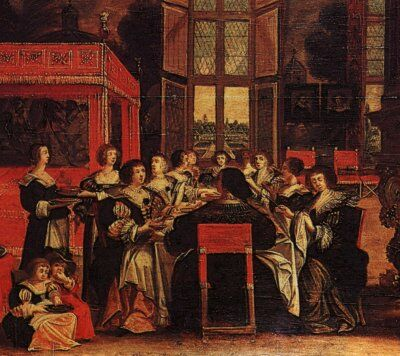
Salon des dames de Abraham Bosse.

Nascida em uma família protestante, ela se mudou para Paris na infância. Já foi dito, sem que o fato jamais tenha sido comprovado, junto ao escritor Fontenelle e ao dramaturgo Jacques Pradon. Ela publicou seu primeiro romance em 1680. Ela se converteu ao catolicismo antes de 1685, quando o Edito de Nantes foi revogado É também a data do rompimento com sua família protestante. A partir de então, Catherine Bernard passou a viver da pena e dedicou-se inteiramente à escrita. Ela compôs duas tragédias, Laodamie e Brutus, que foram representadas na Comédie-Française, em 1689 e em 1691, que representaram os melhores sucessos teatrais do final do século.
Ela foi coroada pela Academia Francesa em 1691, 1693 e 1697 e ganhou três prêmios nos Jogos Florais de Toulouse. A partir de 1691, o rei Louis XIV obrigou-o a pagar uma pensão anual de 200 écus. Frequentava o salão de Marie-Jeanne L'Héritier de Villandon, sobrinha de Charles Perrault Junto com Riquet à la houppe e Le Prince rosier, ela foi uma das primeiras a escrever contos de fadas, contribuindo assim para a renovação deste gênero literário. Em 1699, ela passou a fazer parte da Academia dos Ricovrati de Pádua, sob o nome de Calíope, a Invencível. Ela então parou de escrever para o teatro, sem dúvida a pedido de Madame de Pontchartrain, sua patrona. Ela abandona toda atividade pública. No entanto, continua a escrever versos que não publica.
Ela morreu na pobreza em 1712. De acordo com seu testamento, ela lega seus bens a seu servo.

## Obras

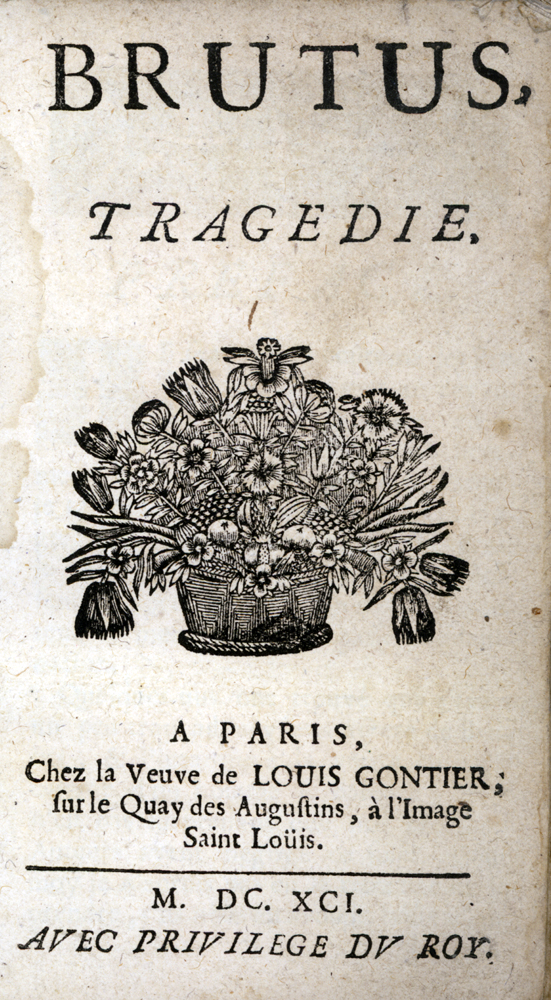
Página de rosto do Brutus no qual Voltaire teria se inspirado posteriormente.

### Teatro
- Laodâmia, tragédia da Rainha do Épiro ; 11 de fevereiro de 1689 - Reedição Teatro Feminino do Antigo Regime, dir. Aurore Évain, Perry Gethner e Henriette Goldwyn, vol. 3, Publicações da Universidade de Saint-Étienne, 2011.
- Brutus, tragédia, Chez la veuve de Louis Gontier, Paris 1691 - Reedição Teatro Feminino do Antigo Regime, dir. Aurore Évain, Perry Gethner e Henriette Goldwyn, vol. 3, Publicações da Universidade de Saint-Étienne, 2011.

### Romances, contos e outros textos em prosa
- Frederico da Sicília, Lyon, T. Amaulry, 1680
- As Desgraças do Amor. Primeira notícia. Leonor de Yvree , Paris, M. Guérout, 1687; reedição, Genebra, Slatkine, 1979
- O Conde de Amboise, novo galante, Paris, C. Babin, 1688
- Inès de Cordoue, novo espanhol, Paris, M. e G. Jouvenel, 1696 (coleção incluindo a primeira versão de Riquet à la houppe) reedição, Genebra, Slatkine, 1979
- Relation de l'isle de Bornéo, Paris, G. Peignot, 1807 (data de composição desconhecida, publicada com outros textos de Fontenelle )
- Le Commerce galant ou Cartas ternas e galantes dos jovens Iris e Timandre, Catherine Bernard e Nicolas Pradon, 1696.